# Masters de Shanghái 2019
El Rolex Shanghai Masters 2019 fue un torneo de tenis masculino que se jugó en octubre de 2019 sobre pista dura. Fue la 11.ª edición del llamado Masters de Shanghai, patrocinado por Rolex. Tuvo lugar en Shanghái (China).

## Puntos y premios en efectivo

### Distribución del Torneo
| Evento       | G    | F   | SF  | CF  | R16 | R32 | R56 | C  | C2 | C1 |
| Individuales | 1000 | 600 | 360 | 180 | 90  | 45  | 10  | 16 | 8  | 0  |
| Dobles       | 1000 | 600 | 360 | 180 | 90  | 0   | —   | —  | —  | —  |

### Premios en efectivo
| Evento       | G           | F        | SF       | CF       | R16     | R32     | R56     | C2     | C1     |
| Individuales | $ 1,360,650 | $667,115 | $335,750 | $170,725 | $88,655 | $46,745 | $25,235 | $5,815 | $2,965 |
| Dobles       | $421,340    | $206,280 | $103,470 | $53,110  | $27,450 | $14,480 | —       | —      | —      |

## Cabezas de serie

### Individuales masculino
| N.º | Rank. | Tenista              | Puntos | Puntos por defender | Puntos ganados | Nuevos puntos | Ronda hasta la que avanzó en el torneo               |
| 1   | 1     | Novak Djokovic       | 10 365 | 1000                | 180            | 9545          | Cuartos de final, perdió ante Stefanos Tsitsipas [6] |
| 2   | 3     | Roger Federer        | 7130   | 360                 | 180            | 6950          | Cuartos de final, perdió ante Alexander Zverev [5]   |
| 3   | 4     | Daniil Medvédev      | 4965   | 45                  | 1000           | 5920          | Campeón, venció a Alexander Zverev [5]               |
| 4   | 5     | Dominic Thiem        | 4825   | 10                  | 180            | 4995          | Cuartos de final, perdió ante Matteo Berrettini [11] |
| 5   | 6     | Alexander Zverev     | 4185   | 360                 | 600            | 4425          | Final, perdió ante Daniil Medvédev [3]               |
| 6   | 7     | Stefanos Tsitsipas   | 3630   | 90                  | 360            | 3900          | Semifinales, perdió ante Daniil Medvédev [3]         |
| 7   | 9     | Karen Jachanov       | 2945   | 45                  | 90             | 2990          | Tercera ronda, perdió ante Fabio Fognini [10]        |
| 8   | 10    | Roberto Bautista     | 2575   | 90                  | 90             | 2575          | Tercera ronda, perdió ante Matteo Berrettini [11]    |
| 9   | 11    | Gaël Monfils         | 2375   | 10                  | 45             | 2410          | Segunda ronda, perdió ante Hubert Hurkacz            |
| 10  | 12    | Fabio Fognini        | 2280   | 45                  | 180            | 2415          | Cuartos de final, perdió ante Daniil Medvédev [3]    |
| 11  | 13    | Matteo Berrettini    | 2221   | 16                  | 360            | 2565          | Semifinales, perdió ante Alexander Zverev [5]        |
| 12  | 15    | Borna Ćorić          | 2130   | 600                 | 10             | 1540          | Primera ronda, perdió ante Andréi Rubliov            |
| 13  | 14    | David Goffin         | 2190   | 0                   | 90             | 2280          | Tercera ronda, perdió ante Roger Federer [2]         |
| 14  | 16    | Diego Schwartzman    | 1995   | 10                  | 10             | 1995          | Primera ronda, perdió ante Vasek Pospisil [Q]        |
| 15  | 26    | Nikoloz Basilashvili | 1440   | 45                  | 90             | 1485          | Tercera ronda, perdió ante Dominic Thiem [4]         |
| 16  | 17    | John Isner           | 1895   | 0                   | 90             | 1985          | Tercera ronda, perdió ante Novak Djokovic [1]        |

- Ranking del 30 de septiembre de 2019.[2]

#### Bajas
| Rank. | Tenista        | Puntos antes | Puntos por defender | Puntos ganados | Puntos después | Motivo               |
| ----- | -------------- | ------------ | ------------------- | -------------- | -------------- | -------------------- |
| 2     | Rafael Nadal   | 9225         | 0                   | 0              | 9225           | Lesión en la muñeca  |
| 8     | Kei Nishikori  | 3040         | 180                 | 0              | 2860           | Lesión en el codo    |
| 18    | Kevin Anderson | 1780         | 180                 | 0              | 1600           | Lesión en la rodilla |

### Dobles masculino
| Tenista                              | Ranking | Preclasificado |
| Juan Sebastián Cabal Robert Farah    | 2       | 1              |
| Łukasz Kubot Marcelo Melo            | 9       | 2              |
| Marcel Granollers Horacio Zeballos   | 12      | 3              |
| Raven Klaasen Michael Venus          | 18      | 4              |
| Kevin Krawietz Andreas Mies          | 26      | 5              |
| Nicolas Mahut Édouard Roger-Vasselin | 35      | 6              |
| Jean-Julien Rojer Horia Tecău        | 39      | 7              |
| Mate Pavić Bruno Soares              | 39      | 8              |

## Campeones

### Individual masculino
Daniil Medvédev venció a  Alexander Zverev por 6-4, 6-1

### Dobles masculino
Mate Pavić /  Bruno Soares vencieron a  Łukasz Kubot /  Marcelo Melo por 6-4, 6-2